# José Joaquim Teixeira Vieira Belfort
José Joaquim Teixeira Vieira Belfort (c. 1817 — São Luís, 27 de agosto de 1876) foi um político brasileiro.
Filho de José Joaquim Vieira Belfort, coronel de milícias do Maranhão, e de Maria Teresa Teixeira de Vieira Belfort, era irmão do Visconde de Belfort e tio de Raimundo Teixeira Belfort Roxo. Casou-se com Rita Tavares da Silva Belfort († 19 de maio de 1875), através de quem foi pai de José Joaquim Tavares Belfort.
Foi presidente da província do Maranhão, de 12 de agosto a 10 de dezembro de 1855, assumindo o cargo interinamente com o falecimento do presidente Eduardo Olímpio Machado. Deputado à Assembleia Geral Legislativa pelo Maranhão na 10.ª legislatura (1857-1860).
Faleceu aos 59 anos de apoplexia e seu corpo foi sepultado no Cemitério da Misericórdia, i.e., Cemitério do Gavião.